# Mèo núi Andes
Mèo núi Andes (danh pháp hai phần: Leopardus jacobitus) là một loài động vật thuộc họ Mèo. Mèo núi Andes phân bố ở dãy núi Andes ở các quốc gia Peru, Bolivia, Chile và Argentina.. Có ít hơn 2500 cá thể được cho là đang tồn tại.

## Hình ảnh

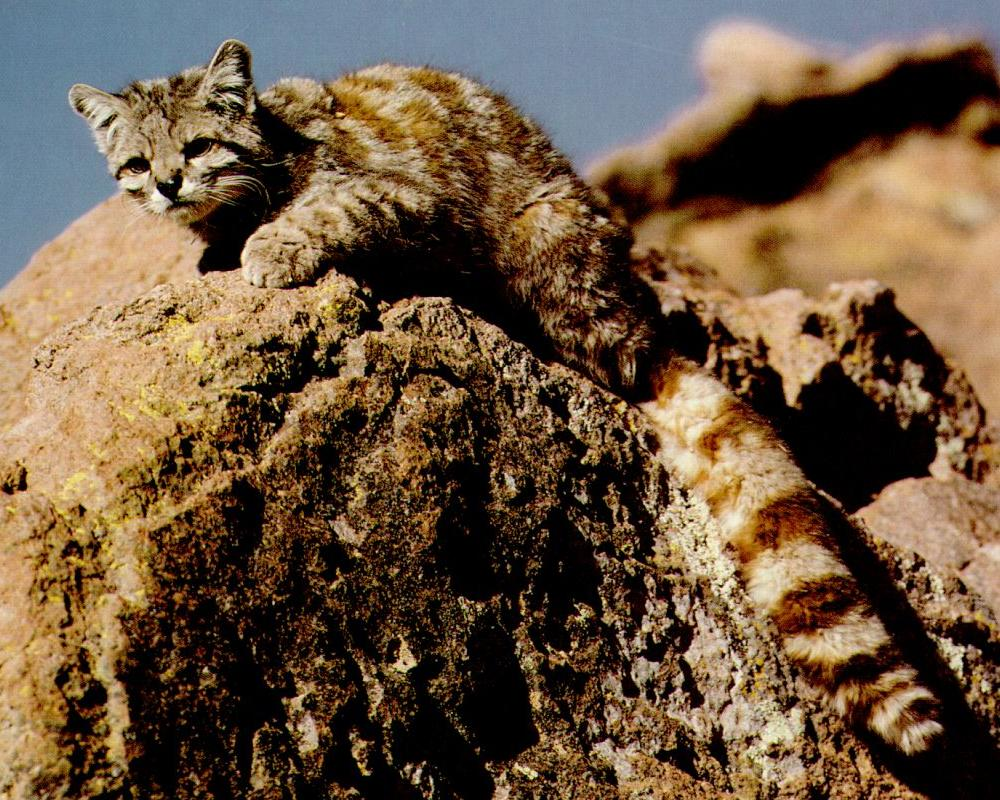
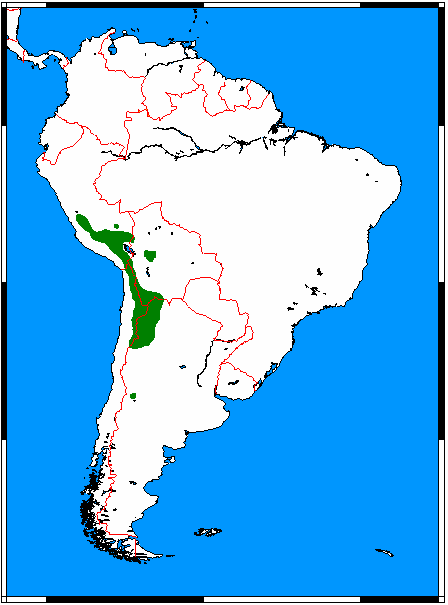
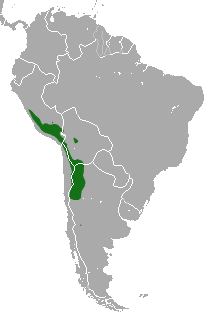

## Mô tả
Môi trường sống và bề ngoài tương tự mèo pampas nên cũng giống báo tuyết. Nó sống ở độ cao khoảng 3.500-4.800 m, cao hơn nhiều vùng có cây để leo trèo ẩn nấp và nước uống. Kích thước tương đương mèo nhà, nhưng trông lớn hơn vì đuôi dài và bộ lông dày. Cũng giống như báo tuyết, bộ lông mèo núi Andes màu xám bạc, với phía dưới màu trắng và có nhiều chấm đen và sọc. Có vòng xuyến màu đen xung quanh đuôi và rìa.
Phạm vi chiều dài cơ thể từ 57 đến 64 cm, chiều dài đuôi là 41 đến 48 cm, vai chiều cao khoảng 36 cm và trọng lượng cơ thể là 5,5 kg.